# Plebejus chrysophthalmu
Plebejus chrysophthalmu är en fjärilsart som beskrevs av Hermann Stauder 1915. Plebejus chrysophthalmu ingår i släktet Plebejus och familjen juvelvingar. Inga underarter finns listade i Catalogue of Life.